# محسن خادم عرب‌باغی
محسن خادم عرب‌باغی (زادهٔ ۱۳۲۷ در ارومیه) نمایندهٔ حوزهٔ انتخابیهٔ ارومیه در دورهٔ پنجم مجلس شورای اسلامی بوده‌است.